# РК Синђелић
Рукометни клуб Синђелић је српски рукометни клуб из Београда. Тренутно се такмичи у Супер Б рукометној лиги Србије.

## Историја
Клуб је основан 1956. године. У сезони 2015/16. освојио је прво место у регионалној групи „Центар“ Прве лиге Србије и тако обезбедио пласман у Супер Б рукометну лигу Србије.